# Sectionals
"Sectionals" er den trettende episode af den amerikanske tv-serie Glee. Den havde premiere på Fox den 9. december 2009. Episoden blev skrevet og instrueret af seriens medskaber Brad Falchuk. "Sectionals" handler om, at koret vinder sektionskonkurrencen, og kommer derfor videre til den regionale konkurrence. Kormedlem Finn (Cory Monteith) opdager, at han ikke er far til sin kæreste Quinns (Dianna Agron) baby. Fodboldtræner Ken Tanaka (Patrick Gallagher) slår op med sin forlovede Emma (Jayma Mays) på grund af hendes følelser for korleder Will Schuester (Matthew Morrison). Will forlader sin kone Terri (Jessalyn Gilsig), og deler et kys med Emma. 
Episoden har covers af seks sange, studieoptagelser af fire af dem blev udgivet som singler, til rådighed for digital download, og er også inkluderet på albummet Glee: The Music, Volume 2. "Sectionals" blev set af 8.127.000 amerikanske seere, og modtog overvejende positive anmeldelser fra kritikerne. Episodens musikalske forestillinger tiltrak ros, ligesom udviklingen af Will og Emmas forhold, selv om Dan Snierson fra Entertainment Weekly syntes, at det kan have være, at foretrække at forlade deres romance uløst. James Poniewozik fra Time følte, at ved at slutte graviditetshistorien i "Sectionals" var Glee i stand til at "rydde det væk for en anden halvdel af sæsonen, som den selvsikre show det nu er".

## Modtagelse
Episoden blev set af 8.127.000 amerikanske seere.. Det var showets højest ratede episode nogensinde med teenagere, og dets sæsonrekord for voksne mellem 18-49, med en vurdering på 3,7 ud af 9. I Canada var det tiende mest sete show for den uge hvor udsendelsen blev sendt; den nåede 1.640.000 seere.
"Sectionals" modtog overvejende positive anmeldelser fra kritikerne. TV Guides Natalie Abrams følte det endte i starten af sæsonen på en "høj tone", mens Raymund Flandez fra The Wall Street Journal udtalte: "Du kunne ikke har bedt om en bedre cliffhanger fra en efterårsfinale". IGNs Eric Goldman bedømt episode med 9/10, kalder det "meget tilfredsstillende", og Gerrick Kennedy fra Los Angeles Times roste det som "fint tv." James Poniewozik fra Time skrev: "Jeg er ikke sikker på, jeg forventede eller ønskede en feel-good slutning på den første halvdel af Glee. Men hvad vi fik fra "Sectionals" efterlod mig med følelse hvor meget godt showet får dette forår." I modsætning hertil mente Alan Sepinwall fra The Star-Ledger, at episoden bragte for mange historier på hovedet på en gang, og "tillod ikke alle, at have så meget indflydelse, som de kunne have haft de store udviklinger, hvis de blevet fordelt ud". Sepinwall kommenterede dog, at skuespillerne og især de syngende forestillinger var "ensartet stærke."
De musikalske forestillinger i episoden tiltrukket ros. Aly Semigran fra MTV kaldet Rileys udgave af "And I Am Telling You I'm Not Going" "gåsehudsfremkaldende", mens Goldman roste: "Riley absolutely killed it as Mercedes belted out that song". I modsætning hertil skrev Poniewozik, at det var den eneste sangvalg, han ikke kunne lide, føle, at den er overbrugt og dermed formindskes dens virkning. Abrams anså Rachels solopræstation ved sektionskonkurrensen som "forbløffende",, og Flandez anbefales: "Se det igen, hvis du nogensinde ønsker at tage tre minutter af dit liv tilbage, du har spildt på noget andet." Pardue kaldte gruppens version af "You Can't Always Get What You Want" som "energisk [. ..] afslappet [...] og meget Glee", men følte, at det "ville have været rart" at flere forskellige sangere. Dan Snierson fra Entertainment Weekly bemærkede, at han ville have foretrukket "mere vokalsamspil mellem alle gruppemedlemmer". I december 2012 navngav TV Guide "Don't Rain on My Parade"-udgaven som en af "Glees bedste præstationer, og kommenterer: "Glee har lavet Broadway mange gange, men sjældent bedre end dette."
Kritikere kommenterede også positivt på udviklingen af Will og Emmas forhold, med Abrams konstaterer, at hun havde ventede at de kyssede, siden pilotepisoden, og Goldman anså deres kommende sammen, som "meget svært ikke at synes godt om. Snierson skrev dog, at selv om der var tilfredshed med episoden, som slutter den kys, kan det have været "mere spændende" at Will fandt Emmas kontor tom, og sætter spørgsmålstegn ved, om det var for tidligt for dem til at begynde et forhold. Afslutningen af Quinns graviditetshemmelighed blev også godt modtaget. Poniewozik skrev, at graviditetshistorie føltes som om at "Glee ikke var sikker på, at folk ville være interesseret i det, uden at disse over-the-top sæbeoperasdrejninger." Han bemærkede, slutte graviditetshistorien i "Sectionals" var Glee i stand til at "rydde det væk for en anden halvdel af sæsonen, som den selvsikre show det nu er"

## Eksterne links
- Sectionals på Internet Movie Database (engelsk)
- "Sectionals" Arkiveret 14. januar 2015 hos  Wayback Machine at TV.com